# Päivi Setälä

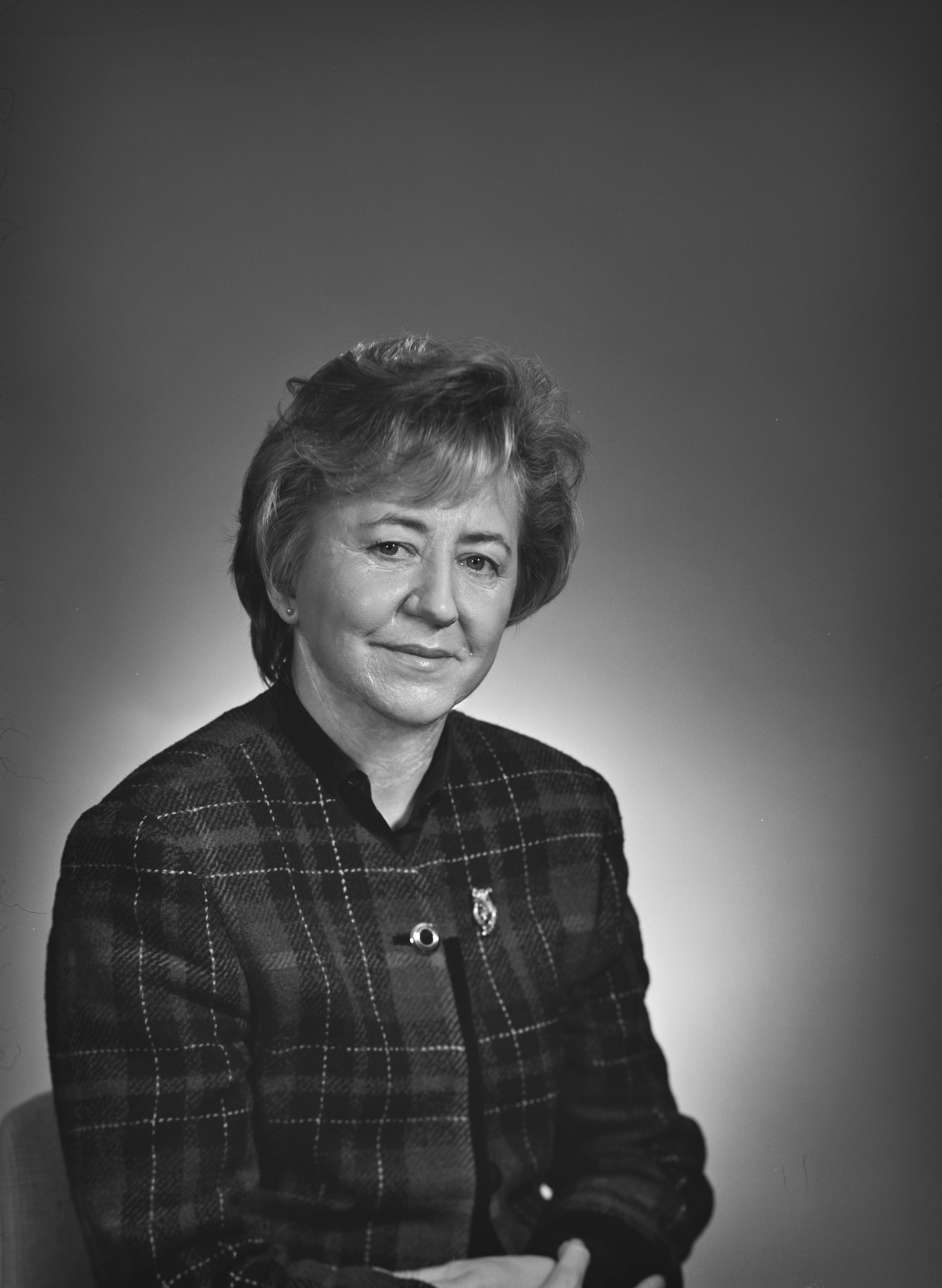
Päivi Setälä år 1992.

Päivi Eeva Marjatta Setälä, född Priha 20 januari 1943 i Kuopio, död 7 mars 2014 i Helsingfors, var en finländsk historiker.
Setälä blev filosofie doktor 1977. Hon blev 1978 docent i allmän historia vid Helsingfors universitet och var 1991–1994 tillförordnad professor i kvinnohistoria samt blev 1998 kulturombudsman vid universitetet; föreståndare för Finlands Rominstitut 1994–1997. Hon publicerade ett flertal arbeten om kvinnohistoria, bland annat Antikens kvinnor (1993).
Hon förlänades professors titel 2001.

## Utmärkelser
- Riddartecknet av I klass av Finlands Lejons orden,  1986[2]
- Kommendörstecknet av Finlands Vita Ros’ orden,  1996[2]

[Redigera Wikidata]

### Uppslagverk
- Setälä, Päivi i Uppslagsverket Finland (webbupplaga, 2012). CC-BY-SA 4.0